# 清源街道 (北京市)
清源街道是中国北京市大兴区下辖的一个街道。

## 行政区划
清源街道下辖17个社区居委会：康盛园、丽园、清源西里、兴华园、枣园、枣园东里、兴涛、金惠园二区、金惠园三区、郁花园、康顺园、滨河西里北区、滨河西里南区、滨河东里、金华里、开发区、盛春坊。